# Cleome massae
Cleome massae är en paradisblomsterväxtart som beskrevs av Emilio Chiovenda. Cleome massae ingår i släktet paradisblomstersläktet, och familjen paradisblomsterväxter. Inga underarter finns listade i Catalogue of Life.